# مطهر الأجهزة السنية المتحركة

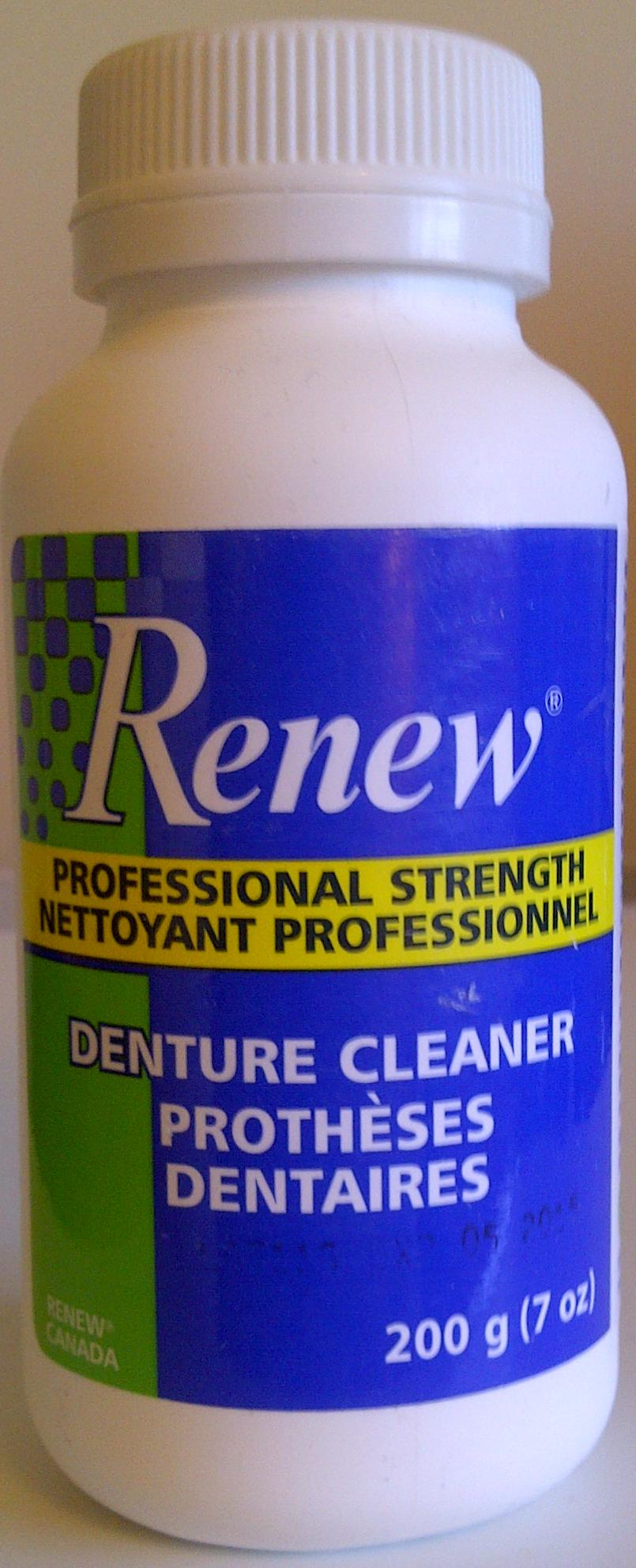
قارورة مطهر للأجهزة السنية المتحركة على شكل مسحوق

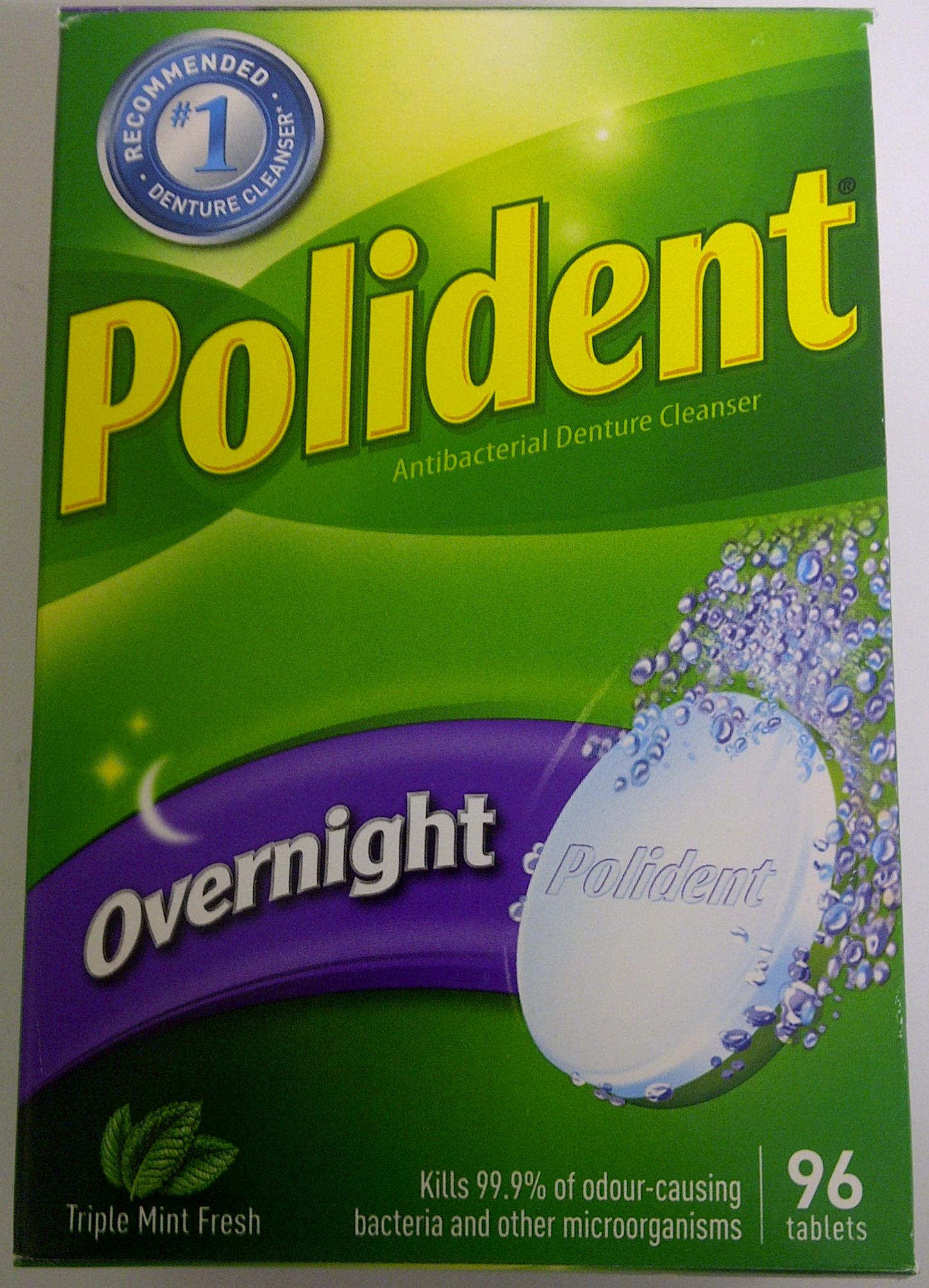
علبة من منظف الأجهزة النسية التحركة على شكل أقراص Polident overnight

مطهر الأجهزة السنية المتحركة، هو منظف يستعمل لتنظيف الأجهزة السنية المتحركة بعد إخراجها من الفم. استخدامها الرئيس هو للسيطرة على نمو الأحياء الدقيقة على الجهاز وخاصة “المبيضات البيض (مبيضة بيضاء)«، وبهذا يمنع التهاب الفم المرتبط بالأجهزة المتحركة، فعند وضع الأجهزة الفموية في الفم سيتشكل غشاء حيوي رقيق والذي قد يتطور» للويحة السنية الجرثومية (Dental Plaque)" والتي تتصلب وتتمعدن وتصبح ك “القلح السني Dental Calculus".
مطهرات الأجهزة السنية المتحركة تستعمل أيضًا لإزالة التصبغات والبقايا الناجمة عن الأطعمة، والتبغ، وشرب القهوة، وشرب الشاي...إلخ.
بعض المطهرات الكيميائية للأجهزة السنية المتحركة قد تكون على شكل مرهم وسائل، وأنواع أخرى قد تكون على شكل مسحوق أو معجون أو أقراص. بعض المطهرات الكيميائية للأجهزة السنية المتحركة قد تكون فوارة والبعض الآخر لا.
يوجد أيضًا منظفات ميكانيكية للأجهزة المتحركة مثل فرشاة للأجهزة، والمنظفات فوق الصوتية والتي تستخدم تقنية التنظيف فوق الصوتي.

## المكونات
هايبوكلوريت الصوديوم الممدد (مثل: المبيض الوسطي / الكلور) هو العنصر الأساسي لعدة أصناف من مطهرات الأجهزة، وعناصر أخرى تشمل مواد كيميائية مثل:
- بيكربونات الصوديوم أو صودا الخبيز التي تقلوِن الماء وتنظف الأجهزة.
- ملح الليمون الذي يزيل التصبغات.
- فوق بورات الصوديوم.
- متعدد فوسفات الصوديوم.
- أحادي فوق كبريتات الصوديوم.
- ثنائي أمين الإثيلين رباعي حمض الخل (حمض ثنائي أمين إيثيلين رباعي حمض الأسيتيك).

## أمثلة على منتجات تجارية
- Dentural (محلول هيبوكلوريت الصوديوم).
- Milton (محلول هيبوكلوريت الصوديوم).
- Mildent (محلول هيبوكلوريت الصوديوم).
- (Steradent (alkaline peroxide
- Polident
- Renew Denture Cleaner
- Efferdent

## التاريخ
كانت الأجهزة النسية المتحركة تنظف باستخدام الماء أو مزيج الماء والخل، أو الماء وعصير الليمون، أو مزيج الماء وصودا الخبيز لعدة سنوات.
خلال ثلاثينيات القرن الماضي طور ألكسندر بلوك منتج Polident كمنظف للأجهزة النسية المتحركة من شركة بلوك للأدوية. وتبعه غيره من الصيادلة مثل ورنر لامبرت الذي طرح منتج Efferdent كمنظف للأجهزة السنية على شكل أقراص في 1966 ا و Renew Denture Cleaner على شكل مسحوق في 1986 من شركة Mid-continental Dental Supply. ا

## التجارب والأدلة السريرية
وجدت الدراسات علاقة بين التهابات الفم، واستعمار المبيضات ونظافة جهاز الاسنان. وجدت دراسة أخرى أن غمر الأسنان في محلول NaOCl (الكلور) بنسبة 0.5٪ لمدة 3 دقائق فقط فعالًا لتنظيف جهاز الأسنان وذلك عن طريق تقليل عدد الكائنات الدقيقة دون التأثير على لون الاكريل المصنع منه الجهاز أو على خشونة سطحه، وعند المقارنة مع البيروكسيدات القلوية، كان الكلور أكثر كفاءة. أوصى بعض الأطباء أن يجب الاحتياط لمدة الغمر وتركيز الكلور حتى لا تتحلل الاكريليك في جهاز الأسنان.